# Malmy

Malmy este o comună în departamentul Marne, Franța. În 2009 avea o populație de 24 de locuitori.